# Vilma Degischer
Vilma Degischer (Vienna, 17 novembre 1911 – Baden bei Wien, 3 maggio 1992) è stata un'attrice austriaca.

## Biografia
Allieva di Grete Gross, Gertrude Bodenwieser e Ellinor Tordis nella danza espressiva e nel balletto classico, fino al 1931 studiò recitazione al Max Reinhardt Seminar di Vienna. 
Il suo esordio sul palco fu in Sogno di una notte di mezza estate con Max Reinhardt al Deutsches Theater di Berlino. Qui ebbe come collega di recitazione Hermann Thimig, che sposò nel 1939. Dal matrimonio nacquero Hedwig (* 1939) e Johanna (Johanna Thimig) (1943-2014), chiamata Hannerl. Dopo le due maternità divenne un'attrice a tempo pieno. In teatro fu spesso impegnata al Reinhardt-Bühnen di Vienna e a Berlino, ma soprattutto recitò al Theater in der Josefstadt. Nella sua lunga carriera teatrale sostenne circa 400 ruoli in opere classiche e moderne: tra gli autori con cui si cimentò, figurano Shakespeare, Goethe, Grillparzer, Ibsen, Cechov e Pirandello. Nel cinema divenne nota al pubblico per il ruolo dell'arciduchessa Sofia nella trilogia dei film di Sissi.

## Filmografia parziale
- Il grande amore (Die große Liebe), regia di Otto Preminger (1931)
- Das Andere Leben, regia di Rudolf Steinbock (1948)
- La principessa Sissi (Sissi), regia di Ernst Marischka (1955)
- Sissi - La giovane imperatrice (Sissi - Die junge Kaiserin), regia di Ernst Marischka (1956)
- Destino di una imperatrice (Sissi - Schicksalsjahre einer Kaiserin), regia di Ernst Marischka (1958)
- Un posto in paradiso (Der veruntreute Himmel), regia di Ernst Marischka (1958)
- Il cardinale (The Cardinal), regia di Otto Preminger (1963)
- La capanna dello zio Tom (Onkel Toms Hütte), regia di Géza von Radványi (1965)

## Doppiatrici italiane
Nelle versioni in italiano dei suoi film, Vilma Degischer è stata doppiata da:
- Tina Lattanzi in La principessa Sissi, Sissi - La giovane imperatrice, Destino di un'imperatrice
- Wanda Tettoni in Il cardinale
- Giusi Raspani Dandolo in La principessa Sissi, Sissi - La giovane imperatrice, Destino di un'imperatrice (ridoppiaggi)